# Poletni kadilček
Poletni kadilček (znanstveno ime Bovista aestivalis) je gliva iz rodu kadilčkov (Bovista).

## Značilnosti
Gobe so kroglaste oblike, premera 1,5–3,0 cm. Na podlago je pritrjena z gostimi gmotami hif. Sprva je zunanja ovojnica (eksoperidij) bela in prekrita z gostimi vlakni, kasneje razpade na rjave, drobne bradavice. S starostjo se spodaj razkrije rjava, tanka notranja ovojnica (endoperidij).
Gleba je mehka, spreminja se od bele do olivne in na koncu srednje rjave barve.

## Razširjenost in življenjski prostor
Najdemo jo lahko na toplih suhih travnikih in v odprtih gozdovih.

## Mikroskopske značilnosti
Trosi so okrogli, bradavičasti. Mesto, kjer so bili pripeti na sterigme ni opazno. Velikost: 3,5−4,5 μm.

## Podobne vrste
Sivokožni kadilček (Bovista plumbea) ima značilno sivo notranjo ovojnico, je večji in ima večje trose.

## Uporabnost
Neužitna.

## Galerija slik
- Mlad trosnjak
- Zrel trosnjak
- Razpočen trosnjak z izpostavljeno glebo
- Trosi